# Pine Lakes
Pine Lakes statisztikai település az USA Florida államában, Lake megyében. Lakosainak száma 818 fő (2020. április 1.).

## Népesség
A település népességének változása:
| Lakosok száma | 755  | 862  | 818  |
|               | 2000 | 2010 | 2020 |